# الشبك في العراق
الشبك مجموعة عرقية إثنية، يعيشون في العراق تحديداً في نينوى، يعتنقون الدين الإسلامي.
واجه الشبك مراراً من صهر الهوية
والإرهاب على مدى بعيد، حيث هجروا من قراهم بعد تعداد 1982، وايضاً هجروا في 2006 فترة الطائفية في العراق وبعدها خلف الأرهاب اكثر من 1300 قتيل في فترة من (2003-2012)، حتا أحداث 2014 لم يسلم الشبك من التهجير والقتل حيث هجروا مرة ثالثة الى وسط و جنوب وشمال العراق أثر دخول داعش الى نينوى، وقد غيبة داعش العشرات منهم ومصيرهم مجهول الى الان.

## أصل الشبك
أصول الشبك تنحدر من شمال ايران حيث يذكر بعض المصادر بأن الشبك بقايا جيش نادر شاه الذي جاء ليغزو الموصل و فشلت محاولته و بقية الجنود مع عوائلهم إسرى في المدينة. توجد أرى اخرى تدعي بانهم عشائر كردية ولكن بلا سند علمي، ايضاً ينسب الشبك الى القبائل التركية في عهد طغرل بك وايضاً يوجد نقض بهذا الرأي لإختلاف لغة الشبك عن التركية. وأخر الاراء المؤخوذة من شخصيات ونخب وباحثين تذكر بان الشبك «جماعة قومية مستقلة لهم خصوصية تاريخية وحضارية»

## السكان
يتواجد الشبك في العراق تحديداً في الأقضية و نواحي التابعة لمحافظة نينوى، تبداء من الساحل الإيسر الى الخازر و من ناحية نمرود الى جبال نوران. تتمتع هذه الرقعة الجغرافية بأنبساط الإراضي و تعد من أخصب أراضي الموصل. الاقضية و النواحي التي يسكتن بها الشبك تبداء من قضاء الموصل و الحمدانية و تلكيف و ايضا ناحية بعشيقة وناحية برطلة وناحية الكلك و النمرود.

## الاقتصاد
يساهم الشبك في الجانب الاقتصادي للبلاد من خلال، التجارة الحرة شركات وايضاً الزراعة حيث يزرع سنويا مئات الالاف من الاراضي الزراعية بحبوب القمح والشعير في فصل الشتاء، ويزرع في فصل الصيف القثاء و البطيخ و الذرة.
فضلاً عن وجود الاف اشجار الزيتون حيث يصدر كميات من محصول الزيتون و زيت الزيتون من قرى الشبك ومنها قرية الفاضلية لاحتوها على مزارع شاسعة. ايضاً وجود معامل إنتاج الطحينية في قرى الشبك ومنها «راشي الفاضلية، طوبزاوه،القرية»
من جانب النقل و التجارة يملك الشبك في العراق اسطول بري من الصهاريج لنقل المشتقات النفطية في عموم البلاد. ومن جانب الثروة الحيوانية تحتوي قرى الشبك على مئات الالف من المواشي، وايضاً معامل علف و تربية الدواجن و مفاقس.

## العمل في المؤسسات الحكومية
للشبك في العراق حق في التوظيف والتعيين في مؤسسات ودوائر الدولة و المشاركة السياسية و في الانتخابات و المناصب الحساسة. ولكن ضمن مقاعد مخصصة للأقليات ضمن الدستور العراقي.

## السياسة
يتمتع الشبك حق في المشاركة السياسية، ضمن ذلك الدستور العراقي، حيث أسس الشبك أول حزب لهم عام 2003 بأسم تجمع الشبك الديمقراطي، وفاز بعض الشخصيات من الشبك كأعضاء مجلس النواب العراقي منهم حنين القدو، محمد ابراهيم الشبكي، قصي عباس، وعد القدو. وايضاً أصغر الموسوي شغل منصب وكيل وزير، لا تخلوا المشاركة السياسية من دور المراة المهم من الشخصيات المميزة سورية محمود القدو شغلت رئيس رابطة نساء الشبك.
اما الفائزين بمقاعد في مجلس محافظة نينوى هم، عارف الشبكي، محمد عارف الشبكي، غزوان الداؤودي، قصي عباس.